# Aiden Thomas
Aiden Thomas – amerykański autor powieści dla młodych dorosłych (young adult), najbardziej znany dzięki powieści Strażnicy dusz, która stała się bestsellerem „The New York Timesa” i zdobyła wiele nagród, w tym uznanie od American Library Association, Jest osobą transpłciową i używa zaimków on/they. Ma pochodzenie latynoamerykańskie.

## Życiorys
Urodził się w Oakland w Kalifornii i zdobył tytuł magistra na kierunku kreatywnego pisania w Mills College. Mieszka w Portland.

## Twórczość

### Cykle

#### DylogiaThe Sunbearer Duology
- Próby słońca (ang. The Sunbearer Trials), wyd. Feiwel & Friends, 2022, ISBN 978-1-250-82213-0, wyd. polskie Must Read, 2023, ISBN 978-83-8265-360-1
- Celestial Monsters,  wyd. Feiwel & Friends, 2024, ISBN 978-1-250-82208-6

### Pojedyncze powieści
- Strażnicy dusz (ang. Cementary Boys), wyd. Swoon Reads 2020, ISBN 978-1-250-25046-9, wyd. polskie Media Rodzina, 2022, ISBN 978-83-8265-043-3
- Lost in the Never Woods,  wyd. Swoon Reads 2021, ISBN 978-1-250-31397-3